# مادلين مارتن (ممثلة)
مادلين مارتن (بالسويدية: Madeleine Martin)‏ هي ممثلة سويدية، ولدت في 20 أغسطس 1991 في السويد.

## وصلات خارجية
- مادلين مارتن على موقع IMDb (الإنجليزية)
- مادلين مارتن على موقع قاعدة بيانات الأفلام السويدية (السويدية)
- مادلين مارتن على موقع قاعدة بيانات الفيلم (الإنجليزية)